# Claude-Antoine Goupil-Despallières
Claude-Antoine Goupil-Despallières (* 28. Juni 1771 in Paris; † 25. Januar 1825 in Nemours) war ein französischer Arzt und politischer Schriftsteller.

## Leben
Claude-Antoine Goupil-Despallières erhielt eine vorzügliche Erziehung durch seine Eltern. Nach dem Schulbesuch studierte er Medizin und wurde anschließend Arzt der Fakultät von Caen sowie 1803 Doktor der Medizin in Paris. Später ließ er sich in Nemours nieder. Von seinen Mitbürgern hochgeachtet wurde er 1816 zum Maire dieser Stadt gewählt und bekleidete diese Funktion bis 1821. Er wurde 1820 in den Adelsstand erhoben und starb am 25. Januar 1825 im Alter von 53 Jahren in Nemours.
Infolge der Ausübung des Bürgermeisteramts gelangte Goupil zu einer klaren Einsicht in die politischen Verhältnisse und machte sich einen Namen als politischer Autor. Hierher gehören sein Dialogue sur la charte entre le maire d’une petite ville et celui d’un village voisin (Paris 1819) sowie dessen Rechtfertigung gegen eine in der Zeitschrift La Minerve erschienene Kritik (Réflexions de M. Aignan sur le « Dialogue entre le maire … », ouvrage de Goupil, suivies de la réponse de l’auteur, Paris 1819). Zu seinen weiteren politischen Schriften zählen u. a.:
- Réflexions sur les doctrines et principes des dix-huitième et dix-neuvième siècles, Paris 1819
- Les hommes du jour, ou coup d’œil sur les caractères et les mœurs de ce siècle, précédé des réflexions critiques sur les causes productrices, Paris 1820

Auch Goupils zehn Briefe über die Hauptfragen der Religion, der Moral und der Philosophie (Lettres d’un père à ses fils, Paris 1823–24) enthalten vortreffliche Bemerkungen. Ein anderes von ihm angekündigtes philosophisch-moralisches Werk (La philosophie du dix-huitième siècle citée au tribunal de la raison) erschien nicht.
An medizinischen Arbeiten verfasste Goupil:
- Observation sur une épingle arrêtée dans l’œsophage, in: Journal de médicine de Leroux, Bd. 5, S. 307 ff., 1793
- Expériences thermométriques sur l’augmentation de la chaleur animale dans l’inflammation, in: Recueil périodique de la société de médicine de Paris, Bd. 6, S. 121 ff., 1798
- De l’usage du lait dans le traitement de la phthisie pulmonaire, Dissertation, 1803
- Expériences au sujet des accidents causés par le poison pris avec la coque du Levant, in: Journal de médicine de Leroux, Bd. 14, S. 143 ff., 1807
- Mémoire sur la vipère de Fontainebleau, in: Journal de médicine de Leroux, Bd. 18, S. 79 ff., 1809